# Vulkan (API)
Vulkan è un'interfaccia programmatica di applicazione (API) di basso livello, multi-piattaforma in 2D e 3D, annunciata la prima volta al GDC 2015 da Khronos Group. Inizialmente venne presentata come "OpenGL di prossima generazione" o semplicemente "glNext" di Khronos, ma l'uso di questi nomi è stato sospeso una volta che il nome di Vulkan è stato annunciato. Come OpenGL, gli obiettivi di Vulkan sono le alte prestazioni per applicazioni di grafica 3D in tempo reale come i giochi e i media interattivi su tutte le piattaforme; inoltre offre prestazioni più elevate e minore sovraccarico della CPU rispetto a Direct3D 12 e Mantle. Si dice che Vulkan sia "derivato da" e "costruito su" componenti Mantle di AMD.
Khronos Group ha annunciato l'intenzione di unire Vulkan ed OpenCL sotto un'unica libreria, la quale permetterebbe di gestire la parte grafica e la parte computazionale insieme, riducendo di molto la complessità.

## Introduzione
Vulkan ha lo scopo di fornire una varietà di vantaggi rispetto ad altre API così come il suo predecessore OpenGL. Vulkan offre minori costi, un controllo più diretto dell'hardware e della GPU, e un minore utilizzo della CPU, portando ai seguenti vantaggi:
- OpenGL usa il linguaggio ad alto livello GLSL per la scrittura di shader (analogo all'HLSL delle DirectX) che costringe ogni driver OpenGL all'esecuzione di un proprio compilatore per GLSL che esegue in fase di esecuzione dell'applicazione la traduzione dello shader del programma in codice eseguibile per la piattaforma di destinazione. Vulkan fornisce un intermediario binario chiamato SPIR-V (Standard Portable Intermediate Representation). Questo riduce l'onere sui fornitori di driver, permette la precompilazione degli shader, permette agli sviluppatori di applicazioni di scrivere shader in linguaggi diversi da GLSL.
- API multipiattaforma supportate sia sui dispositivi mobili sia su schede grafiche di fascia alta.
- OS agnostic per migliorare la portabilità delle applicazioni create utilizzando l'API.
- Migliorato il supporto per i sistemi moderni che utilizzano multithreading.
- Ridotto il carico sulla CPU in situazioni in cui la CPU costituisce il collo di bottiglia, permettendo un throughput più elevato per i calcoli GPU e rendering.

## Versioni

### Vulkan 1.0
Distribuite ufficialmente il 16 febbraio 2016, rappresentano la prima versione finale delle API Vulkan. Periodicamente sono sviluppati gli aggiornamenti, che vanno ad introdurre nuove funzionalità, correggere i bug e ampliare la documentazione per gli sviluppatori.

#### Vulkan 1.0.5 (4 Marzo 2016)
- Bug Fix
- Nuove regole aggiunte
- Sistemate alcune specifiche nella documentazione
- Aggiunta dell'estensione NVIDIA's VK_NV_glsl_shader

#### Vulkan 1.0.39 (23 Gennaio 2017)
È la release con il maggior numero di novità fin dalla prima release delle api
- Bug Fix
- Molte nuove estensioni aggiunte (es. VK_KHR_get_physical_device_properties2 e VK_KHR_maintenance1)
- Aggiornata tutta la documentazione, con particolare riguardo ai chiarimenti
- Alcune ottimizzazioni per quanto riguarda le prestazioni

#### Vulkan 1.0.61.1 (20 Settembre 2017)
- Bug Fix
- Introdotte molte nuove estensioni (VK_EXT_sample_locations, VK_EXT_validation_cache, VK_KHR_image_format_list, ecc)
- Abbandono del supporto di Microsoft Visual Studio 2013. Supportate solo le versioni successive.

### Vulkan 1.1
Distribuita l'8 Marzo 2018, è il più grande aggiornamento a partire dalla prima versione. Anch'essa seguirà l'andamento degli aggiornamenti periodici come per la versione 1.0. 
Le novità maggiori sono:
- Integra il supporto a Spir-V 1.3
- Introduce il supporto a HLSL
- Introduce il supporto a YCbCr
- Numerose nuove funzionalità (raggruppamento device, multi-view, ecc).

### Vulkan 1.2
Pubblicata il 15 Gennaio 2020 è il risultato dello sforzo comune di Kronos con la comunità di sviluppatori che hanno richiesto l'implementazione di molte features e la risoluzioni di problemi noti.
Le novità più importanti sono:
- Semaforo timeline per la sincronizzazione
- Migliorato il supporto HLSL
- Indice dei descrittori
- 23 precedenti estensioni vengono integrate nel core API
- Un nuovo SDK

Nella versione 1.2 sono stati introdotte, in via sperimentale, le estensioni per il ray tracing.

### Vulkan 1.3
Il 25 Gennaio 2022, Vulkan 1.3 è stato distribuito dal gruppo Khronos. Vulkan 1.3 si concentra sulla riduzione della frammentazione rendendo le nuove funzionalità non opzionali in modo che un dispositivo possa essere considerato compatibile con Vulkan 1.3. Le nuove funzionalità di Vulkan 1.3 includono rendering dinamico, stato dinamico aggiuntivo, API di sincronizzazione migliorata e profili personalizzati per un dispositivo.

### Vulkan 1.4
Vulkan 1.4 espande le capacità GPU multipiattaforma.

## Integrazioni
Quando ha pubblicato OpenCL 2.2, il gruppo Khronos ha annunciato che sarebbe convergente, ove possibile, con Vulkan per consentire la flessibilità di distribuzione del software OpenCL su entrambe le API. Ciò è stato dimostrato da Premiere Rush di Adobe che utilizza il compilatore open source clspv per compilare quantità significative di codice del kernel C OpenCL da eseguire su un runtime Vulkan per la distribuzione su Android. A Marzo 2025 esce la notizia che Vulkan diventa l’API grafica ufficiale di Android.